# Lash LaRue
Alfred « Lash » LaRue est un acteur américain, né le 15 juin 1917 à Gretna, en Louisiane et mort d'un emphysème le 21 mai 1996 à Burbank, en Californie (États-Unis).

## Filmographie
- 1945 : The Master Key (en), de Lewis D. Collins et Ray Taylor
- 1945 : Deanna mène l'enquête (Lady on a Train), de Charles David
- 1945 : Song of Old Wyoming (en), de Robert Emmett Tansey
- 1946 : The Caravan Trail (en), de Robert Emmett Tansey
- 1946 : Wild West (en), de Robert Emmett Tansey
- 1947 : Law of the Lash (en), de Ray Taylor
- 1947 : Border Feud (en), de Ray Taylor
- 1947 : Pioneer Justice (en), de Ray Taylor
- 1947 : Heartaches (en), de Basil Wrangell (de)
- 1947 : Ghost Town Renegades (en), de Ray Taylor
- 1947 : Stage to Mesa City (en), de Ray Taylor
- 1947 : Return of the Lash (en), de Ray Taylor
- 1947 : The Fighting Vigilantes (en), de Ray Taylor
- 1947 : Cheyenne Takes Over (en), de Ray Taylor
- 1948 : The Enchanted Valley (en), de Robert Emmett Tansey
- 1948 : Dead Man's Gold (en), de Ray Taylor
- 1948 : Mark of the Lash (en), de Ray Taylor
- 1948 : Frontier Revenge (en), de Ray Taylor
- 1949 : Outlaw Country, de Ray Taylor
- 1949 : Son of Billy the Kid (en), de Ray Taylor
- 1949 : Son of a Badman (en), de Ray Taylor
- 1950 : The Daltons' Women (it), de Thomas Carr
- 1950 : King of the Bullwhip (it), de Ron Ormond (en)
- 1951 : The Vanishing Outpost (it), de Ron Ormond (en)
- 1952 : The Frontier Phantom (it), de Ron Ormond (en)
- 1952 : The Black Lash (it), de Ron Ormond (en)
- 1953 : Lash of the West (en) (série télévisée)
- 1956 : Judge Roy Bean (en) (série télévisée)
  - The Reformer
  - The Katcina Doll
  - The Defense Rests
  - Outlaw's Son
  - Lone Star Killer
  - Gunman's Bargain
  - Bad Medicine
- 1958 : 26 Men (en) (série télévisée)
  - Chain Gang
- 1959 : The Life and Legend of Wyatt Earp (en), de Paul Landres et Frank McDonald (série télévisée)
- 1963 : Please Don't Touch Me, de Ron Ormond (en)
- 1971 : Hard on the Trail (en), de Greg Corarito
- 1984 : Chain Gang, de Worth Keeter
- 1985 : Alien Outlaw, de Phil Smoot
- 1985 : The Dark Power, de Phil Smoot
- 1986 : Stagecoach (en), de Ted Post (TV)
- 1990 : Escape, de Richard Styles
- 1990 : Pair of Aces, d'Aaron Lipstadt (TV)